# Palanques
Ne doit pas être confondu avec Marc Palanques, personnalité française.
Palanques (en valencien et en castillan), est une commune d'Espagne de la province de Castellón dans la Communauté valencienne. Elle est située dans la comarque des Ports et dans la zone à prédominance linguistique valencienne. Elle fait partie de la Mancomunidad Comarcal Els Ports.

## Images de la localité

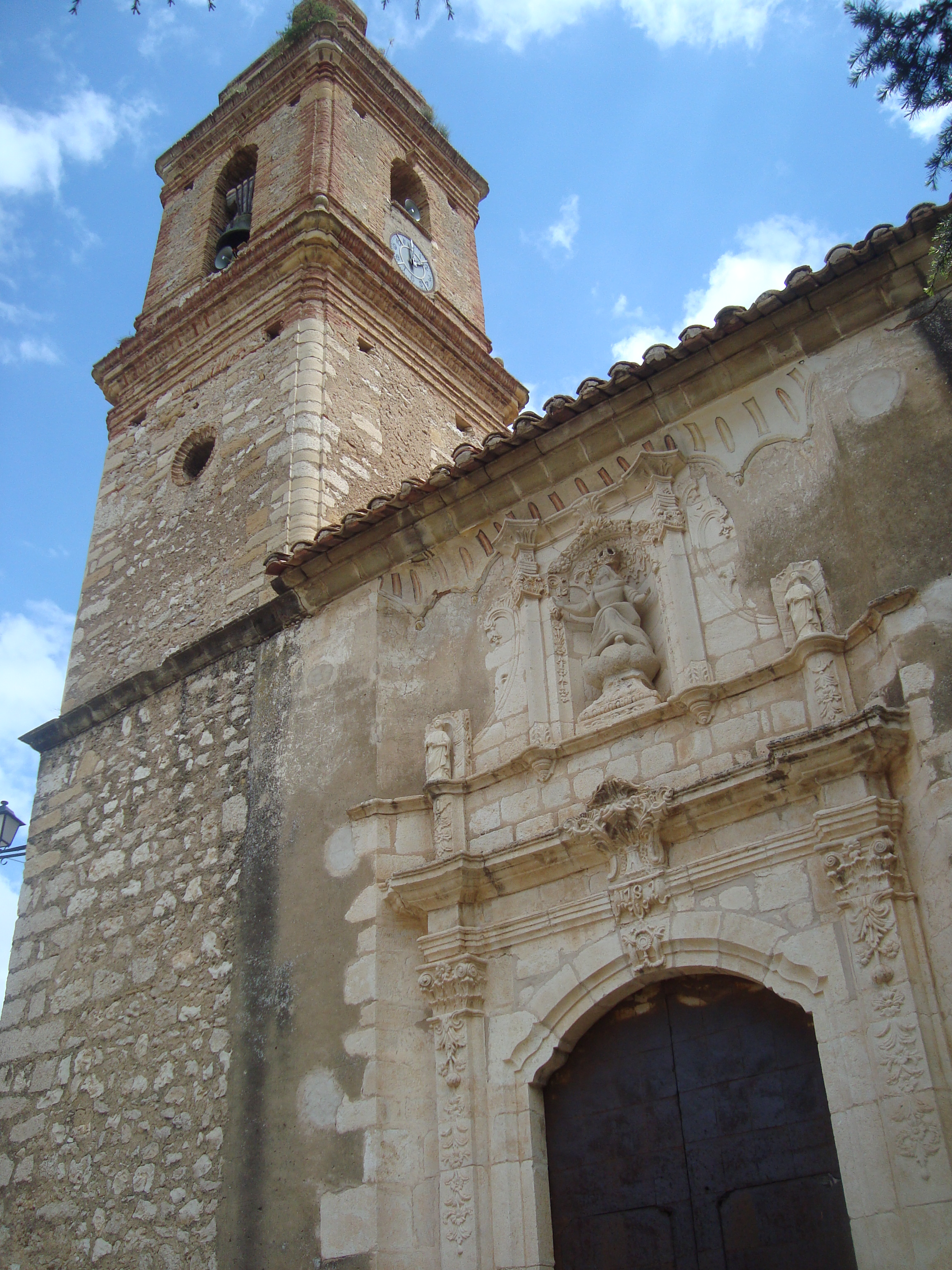
Palanques (Castellón)

## Géographie

Localisation de Palanques
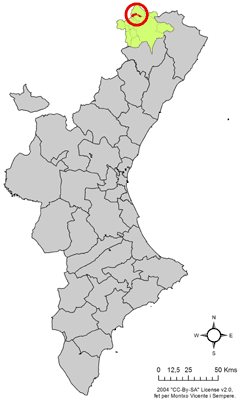
dans la Communauté valencienne.
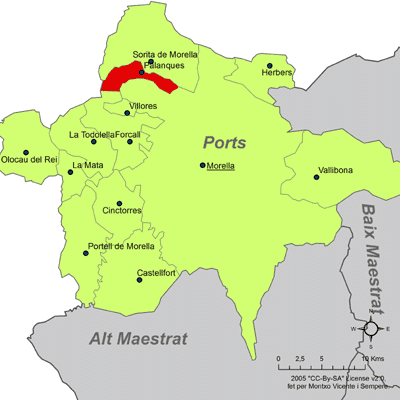
dans la comarque des Ports.